# Lakkunda, Tirthahalli
Lakkunda là một làng thuộc tehsil Tirthahalli, huyện Shimoga, bang Karnataka, Ấn Độ.